# Szingapúr a 2000. évi nyári olimpiai játékokon
Szingapúr az ausztráliai Sydneyben megrendezett 2000. évi nyári olimpiai játékok egyik részt vevő nemzete volt. Az országot az olimpián 4 sportágban 14 sportoló képviselte, akik érmet nem szereztek.

## Asztalitenisz
Női
| Versenyző                | Versenyszám | Selejtező         | Csoportkör                                                                               | Csoportkör | 32-es főtábla                              | Nyolcaddöntő                                                                             | Negyeddöntő                                      | Elődöntő                                 | Döntő                                                         | Helyezés |
| Versenyző                | Versenyszám | Ellenfél Eredmény | Ellenfél Eredmény                                                                        | Hely.      | Ellenfél Eredmény                          | Ellenfél Eredmény                                                                        | Ellenfél Eredmény                                | Ellenfél Eredmény                        | Ellenfél Eredmény                                             | Helyezés |
| ------------------------ | ----------- | ----------------- | ---------------------------------------------------------------------------------------- | ---------- | ------------------------------------------ | ---------------------------------------------------------------------------------------- | ------------------------------------------------ | ---------------------------------------- | ------------------------------------------------------------- | -------- |
| Jing Jun Hong            | Egyes       |                   | G csoport · Karen Li (NZL) · 21–9, 21–13, 21–12 · Sofija Tepes (CHI) · 21–7, 21–15, 21–9 | 1.         | Sun Jin (CHN) · 21–16, 21–18, 21–7         | Lijuan Geng (CAN) · 16–21, 25–23, 13–21, 22–20, 23–21                                    | Mihaela Şteff (ROU) · 22–20, 21–12, 19–21, 22–20 | Li Ju (CHN) · 21–15, 13–21, 12–21, 19–21 | Bronzmérkőzés · Csen Csing (TPE) · 21–18, 14–21, 15–21, 10–21 | 4.       |
| Li Jia Wei               | Egyes       |                   | erőnyerő                                                                                 | erőnyerő   | Jia Liu (AUT) · 21–13, 21–17, 18–21, 21–17 | Vang Nan (CHN) · 21–18, 18–21, 21–19, 21–23, 16–21                                       | kiesett                                          | kiesett                                  | kiesett                                                       | 9.       |
| Jing Jun Hong Li Jia Wei | Páros       | erőnyerő          | erőnyerő                                                                                 | erőnyerő   |                                            | Horvátország (CRO) · Eldijana Aganović · Boros Tamara · 16–21, 21–15, 21–9, 25–27, 23–25 | kiesett                                          | kiesett                                  | kiesett                                                       | 9.       |

## Sportlövészet
Női
| Versenyző  | Versenyszám | Selejtező | Selejtező | Döntő   | Döntő    |
| Versenyző  | Versenyszám | Pont      | Helyezés  | Pont    | Helyezés |
| ---------- | ----------- | --------- | --------- | ------- | -------- |
| Shirley Ng | Légpisztoly | 359       | 44.       | kiesett | kiesett  |

## Úszás
Férfi
| Versenyző   | Versenyszám | Előfutam | Előfutam | Előfutam | Elődöntő | Elődöntő | Elődöntő | Döntő   | Döntő    |
| Versenyző   | Versenyszám | Idő      | Hely.    | Össz.    | Idő      | Hely.    | Össz.    | Idő     | Helyezés |
| ----------- | ----------- | -------- | -------- | -------- | -------- | -------- | -------- | ------- | -------- |
| Leslie Kwok | 50 m gyors  | 24,00    | 5.*      | 49.*     | kiesett  | kiesett  | kiesett  | kiesett | kiesett  |
| Mark Chay   | 100 m gyors | 52,24    | 5.*      | 47.*     | kiesett  | kiesett  | kiesett  | kiesett | kiesett  |
| Mark Chay   | 200 m gyors | 1:52,22  | 1.       | 23.      | kiesett  | kiesett  | kiesett  | kiesett | kiesett  |
| Sng Ju Wei  | 400 m gyors | 4:01,34  | 1.       | 37.      |          |          |          | kiesett | kiesett  |
| Gary Tan    | 100 m hát   | 58,69    | 4.       | 45.      | kiesett  | kiesett  | kiesett  | kiesett | kiesett  |
| Gary Tan    | 200 m hát   | 2:06,32  | 6.       | 37.      | kiesett  | kiesett  | kiesett  | kiesett | kiesett  |
| Daniel Liew | 100 m mell  | 1:06,41  | 7.       | 57.      | kiesett  | kiesett  | kiesett  | kiesett | kiesett  |

Női
| Versenyző        | Versenyszám    | Előfutam | Előfutam | Előfutam | Elődöntő | Elődöntő | Elődöntő | Döntő   | Döntő    |
| Versenyző        | Versenyszám    | Idő      | Hely.    | Össz.    | Idő      | Hely.    | Össz.    | Idő     | Helyezés |
| ---------------- | -------------- | -------- | -------- | -------- | -------- | -------- | -------- | ------- | -------- |
| Joscelin Yeo     | 50 m gyors     | 26,71    | 7.       | 37.      | kiesett  | kiesett  | kiesett  | kiesett | kiesett  |
| Joscelin Yeo     | 100 m gyors    | 57,15    | 7.       | 22.      | kiesett  | kiesett  | kiesett  | kiesett | kiesett  |
| Joscelin Yeo     | 100 m mell     | 1:13,25  | 4.       | 28.      | kiesett  | kiesett  | kiesett  | kiesett | kiesett  |
| Joscelin Yeo     | 200 m vegyes   | 2:19,18  | 7.       | 23.      | kiesett  | kiesett  | kiesett  | kiesett | kiesett  |
| Christel Bouvron | 400 m gyors    | 4:25,16  | 6.       | 36.      |          |          |          | kiesett | kiesett  |
| Christel Bouvron | 200 m pillangó | 2:17,62  | 8.       | 32.      | kiesett  | kiesett  | kiesett  | kiesett | kiesett  |
| Nicolette Teo    | 200 m mell     | 2:37,39  | 6.       | 30.      | kiesett  | kiesett  | kiesett  | kiesett | kiesett  |

* - egy másik versenyzővel azonos eredményt ért el

## Vitorlázás
Férfi
| Versenyző                    | Versenyszám    | Futam | Futam | Futam | Futam | Futam | Futam | Futam  | Futam | Futam | Futam | Futam  | Pontszám | Helyezés |
| Versenyző                    | Versenyszám    | 1     | 2     | 3     | 4     | 5     | 6     | 7      | 8     | 9     | 10    | 11     | Pontszám | Helyezés |
| ---------------------------- | -------------- | ----- | ----- | ----- | ----- | ----- | ----- | ------ | ----- | ----- | ----- | ------ | -------- | -------- |
| Tan Wearn Haw Koh Seng Leong | 470-es osztály | 24,0  | 26,0  | 22,0  | 23,0  | 13,0  | 21,0  | (30,0) | 25,0  | 12,0  | 26,0  | (28,0) | 192,0    | 28.      |

Nyílt
| Versenyző   | Versenyszám | Futam | Futam | Futam | Futam | Futam | Futam | Futam | Futam | Futam | Futam | Futam | Pontszám | Helyezés |
| Versenyző   | Versenyszám | 1     | 2     | 3     | 4     | 5     | 6     | 7     | 8     | 9     | 10    | 11    | Pontszám | Helyezés |
| ----------- | ----------- | ----- | ----- | ----- | ----- | ----- | ----- | ----- | ----- | ----- | ----- | ----- | -------- | -------- |
| Stanley Tan | Laser       | 35    | (38)  | 36    | 26    | 26    | 34    | (39)  | 31    | 33    | 34    | 20    | 275,0    | 38.      |